# Niebo było różowe
Niebo było różowe – pierwszy singel polskiej piosenkarki Kaśki Sochackiej z jej drugiego minialbumu, zatytułowanego Ministory. Singel został wydany 24 listopada 2021.
Nagranie otrzymało w Polsce status diamentowego singla, przekraczając liczbę 250 tysięcy sprzedanych kopii.

## Geneza utworu i historia wydania
Utwór napisali i skomponowali Katarzyna Sochacka-Kasznia, Agata Trafalska oraz Aleksander Swierkot.
Singel ukazał się w formacie digital download 24 listopada 2021 w Polsce za pośrednictwem wytwórni płytowej Jazzboy Records w dystrybucji e-Muzyka. Piosenka została umieszczona na drugim minialbumie Kaśki Sochackiej – Ministory.
29 kwietnia 2022 utwór został zaprezentowany podczas gali Fryderyki 2022. 28 maja 2023 singel został zaprezentowany telewidzom stacji Polsat podczas Polsat SuperHit Festiwal 2023.

## Teledysk
Do utworu powstał teledysk w reżyserii Agaty Trafalskiej, który udostępniono w dniu premiery singla za pośrednictwem serwisu YouTube.

## Lista utworów
- Digital download[2]

1. „Niebo było różowe” – 4:14

## Certyfikaty
| Kraj          | Certyfikat       | Sprzedaż |
| ------------- | ---------------- | -------- |
| Polska (ZPAV) | diamentowa płyta | 250 000+ |